# Rzecznik odpowiedzialności zawodowej
Rzecznik odpowiedzialności zawodowej – niezależny organ izb lekarskich prowadzący postępowanie wyjaśniające w przedmiocie odpowiedzialności zawodowej lekarzy i lekarzy dentystów za czyny sprzeczne z zasadami etyki i deontologii zawodowej. Rzecznik działa w:
- Naczelnej Izbie Lekarskiej (Naczelny Rzecznik Odpowiedzialności Zawodowej),
- okręgowej lub wojskowej izbie lekarskiej (okręgowy lub wojskowy rzecznik odpowiedzialności zawodowej).

## Zadania i uprawnienia
Rzecznik odpowiedzialności zawodowej wykonuje czynności sprawdzające i prowadzi postępowanie wyjaśniające w przedmiocie odpowiedzialności zawodowej lekarzy i lekarzy dentystów w - ze skargi, zawiadomienia innych organów i instytucji lub z urzędu - w stosunku do lekarzy i lekarzy dentystów będących członkami izby, której jest rzecznikiem. Sprawuje również funkcję oskarżyciela przed właściwym sądem lekarskim.
Zgodnie z dyspozycją art. 59 cytowanej ustawy, rzecznik odpowiedzialności zawodowej przeprowadza dowody na wniosek stron lub z urzędu. W tym celu analizuje całość zabezpieczonej przez siebie dokumentacji medycznej z przebiegu leczenia oraz przesłuchuje strony postępowania (skarżącego - pokrzywdzonego i lekarza którego dotyczy postępowanie) oraz świadków, a także - po zgromadzeniu materiału dowodowego - zasięga dowodu z opinii biegłego specjalisty. Składanie przez lekarza zeznań i wyjaśnień w zakresie okoliczności objętych postępowaniem w trakcie postępowania w przedmiocie odpowiedzialności zawodowej lekarzy nie stanowi naruszenia tajemnicy lekarskiej.
Na zasadzie art. 72 cytowanej ustawy jeżeli zebrany w postępowaniu wyjaśniającym materiał dowodowy wskazuje na fakt popełnienia przewinienia zawodowego, rzecznik odpowiedzialności zawodowej wydaje postanowienie o przedstawieniu lekarzowi zarzutów a następnie (zgodnie z art. 74 - jeżeli nie zachodzi potrzeba uzupełnienia postępowania wyjaśniającego) wydaje postanowienie o jego zamknięciu i w terminie 14 dni od dnia wydania postanowienia o zamknięciu postępowania wyjaśniającego, składa do sądu lekarskiego wniosek o ukaranie.
Zgodnie z art. 61 nie można pociągnąć do odpowiedzialności zawodowej obwinionego lekarza, dopóki popełnienie przewinienia zawodowego nie zostało udowodnione i stwierdzone prawomocnym orzeczeniem sądu lekarskiego. Zgodnie z zasadą domniemania niewinności wszelkie wątpliwości, których w postępowaniu nie da się usunąć, należy tłumaczyć na korzyść obwinionego.
Podstawowymi zbiorami przepisów regulujących zasady etyki lekarskiej są Kodeks Etyki Lekarskiej oraz wszystkie ustawy i rozporządzenia regulujące wykonywanie zawodu lekarza i lekarza dentysty. W myśl art. 112 cytowanej ustawy uzupełniającym zbiorem przepisów proceduralnych obowiązującym w postępowaniu rzecznika i sądu lekarskiego jest kodeks postępowania karnego. 